# Не зійшлися характерами (фільм)
«Не зійшлися характерами» (рос. «Не сошлись характерами») — російський радянський художній фільм 1989 року режисера Миколи Александровича.

## Сюжет
Психолог Наталія Юріївна за родом своєї службової діяльності розбирається в заплутаних родинно-побутових драмах своїх клієнтів, знаходячи потрібні слова й аргументи. Зберігати чужі сім'ї — її робота. Однак, волею випадку саме на долю Наталії Юріївни випадає пережити зраду, ревнощі і самотність. Від неї вирішив піти чоловік, що закохався в молоду артистку цирку…

## У ролях
- Ірина Мірошниченко
- Олександр Лазарєв
- Ольга Машная
- Амаяк Акопян
- Філіп Ізварин
- Ольга Понизова
- Тимур Макєєв
- Тетяна Канаєва
- Леонід Ярмольник
- Ніна Тер-Осіпян
- Майя Булгакова

## Творча група
- Сценарій: Аркадій Інін
- Режисер: Микола Александрович
- Оператор: Володимир Шевальов
- Композитор: Ісаак Шварц